# 古典期玛雅文明的衰落

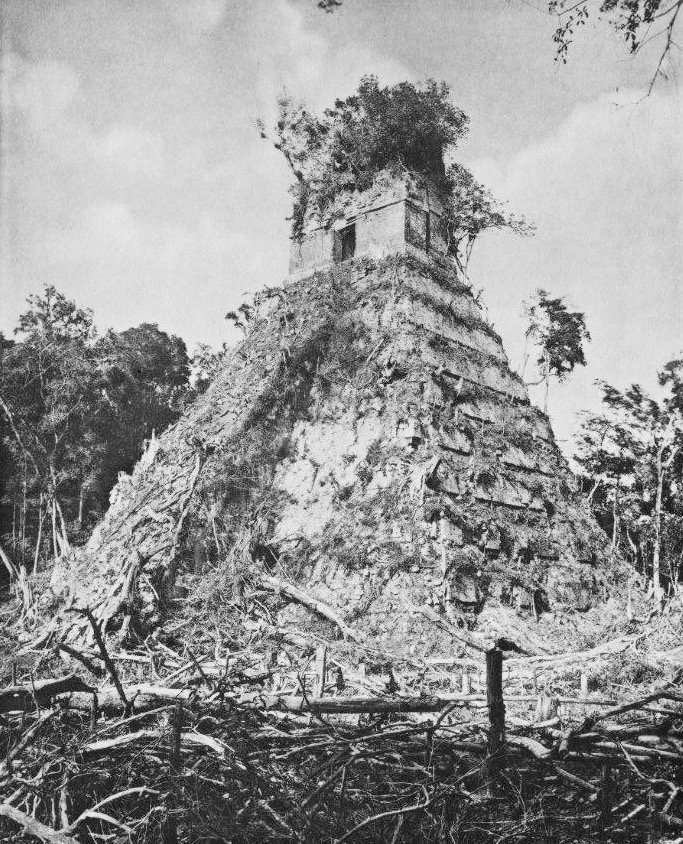
1896年拍摄的提卡爾一號神廟。蒂卡尔是玛雅文明古典期的重要城邦，它和其它玛雅古典期低地城邦一样，在8世纪至9世纪走向衰落，在10世纪陷入彻底的荒废。这些石制的神庙从此掩盖在热带雨林之中，直到19世纪才再度被世人发现。

古典期玛雅文明的衰落，或称古典期玛雅文明的崩溃，即中部美洲古文明玛雅文明在8世纪至9世纪时发生的大规模衰败现象。在这一时期，玛雅低地区域的城市集体废弃，人口大幅减少。按照中部美洲编年法，玛雅文明历史中的“古典期”一般指250年至900年之间的时期，其中的最后一百年被称为“终端古典期”（Terminal Classic）。由于这一事件正值终端古典期，故名。
古典期玛雅文明的衰落仍然是现代考古学的未解之谜之一。玛雅文明分布区域中，处在南部低地地区的诸多中心城邦，如帕伦克、科潘、蒂卡尔和卡拉克穆尔，皆于8世纪至9世纪陷入衰败，此后更是迅速荒废。玛雅文明一直延续的纪念碑文在这一时期中断，大规模的建设活动也在这一时期停止，是为这一衰落事件在考古学范畴的表征。学界就此提出多种假说，主要包括外来入侵、瘟疫、旱灾、贸易体系变动和生态系统崩溃等。

## 衰落进程

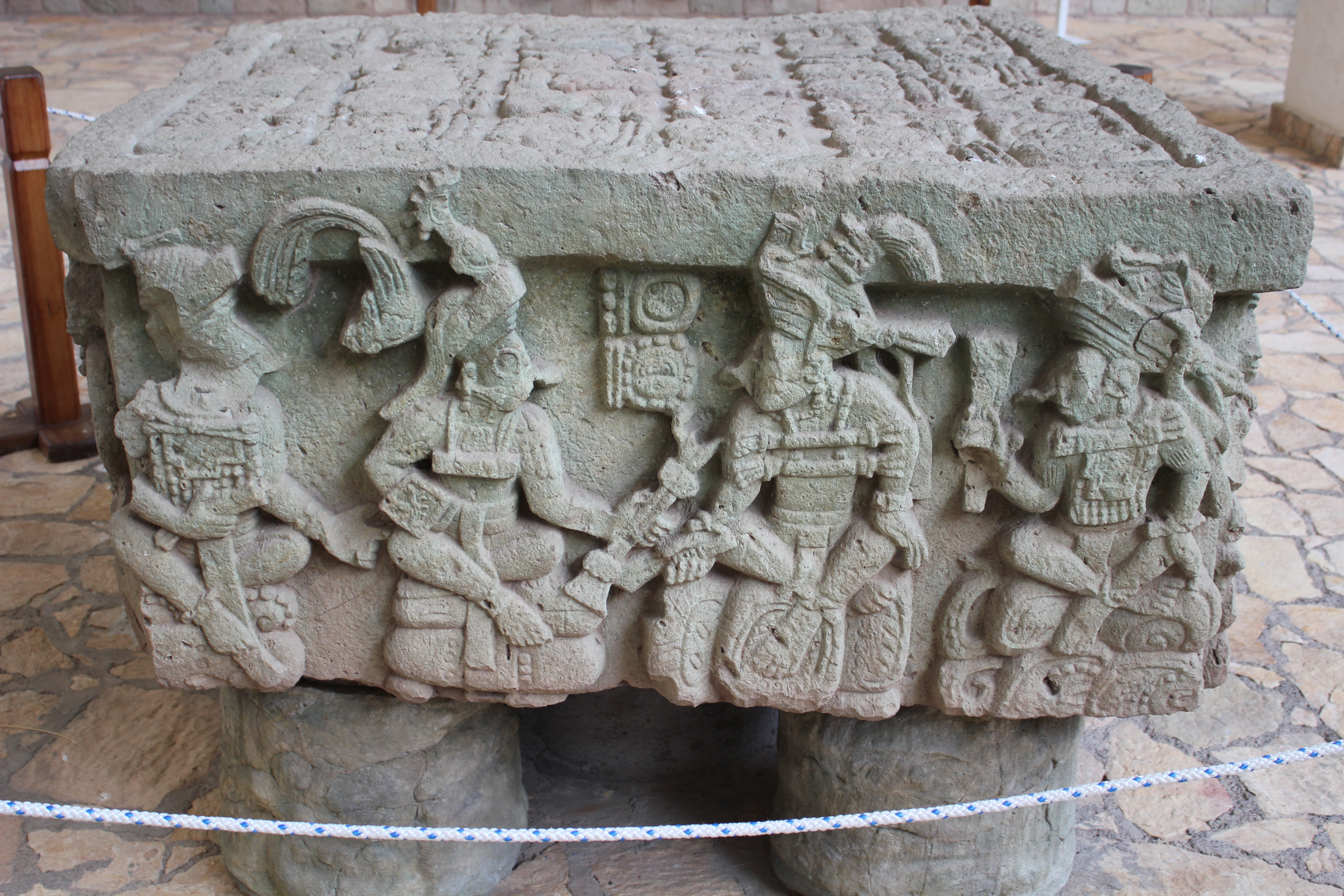
科潘遗址的科潘圣坛Q记录了科潘城邦自426年至763年的君主形象。科潘的最后一位君主乌基特·图克可能是篡位者，其形象并未出现在圣坛Q上。科潘的统治王朝在他统治期间步入终结

玛雅人常常在其建造的纪念碑上标记日期。在6世纪，开始有较少的带有日期标注的纪念碑建成，如截至514年，玛雅人年均建成10座纪念碑；到672年，这一数字升至20座，至750年前后升至40座。自此之后，玛雅人每年平均建造的纪念碑数开始迅速下降，到800年回落至10座，到900年降至零座。玛雅人的君主记录亦在这一时期出现中断。科潘遗址的圣坛Q记录了科潘城邦自426年至763年的君主形象。科潘的最后一位君主乌基特·图克可能是篡位者，其形象并未出现在圣坛Q上。科潘的统治王朝在他统治期间步入终结。基里瓜在科潘以北二十英里，这里的最后一位君主玉石天于895年至900年在位。在这一时期前后，玛雅低地区域的全部城邦几乎同时灭亡。
2000年，三名人类学家安·科琳娜·弗雷特（Ann Corinne Freter）、南希·贡林（Nancy Gonlin）和大卫·韦伯斯特（David Webster）的研究成果正式出版。他们利用黑曜石水化测年法测定了科潘谷地的人口规模和变化情况，发现在750年至800年之间，这里的人口多达2.8万，较当时的伦敦还要多；此后，科潘谷地的人口便逐渐减少，到900年降至1.5万，到1200年已少于千人。

## 衰落原因的假说
关于古典玛雅文明衰落的原因，学界仍处在争论当中，并未有任何一种假说被广泛接受。确切的假说现已有超过80种，涵盖了从气候变化、生态破坏等自然因素，到统治者的懈怠等人为因素。在诸多假说之中，干旱说的支持度相对较高。

### 外来入侵说
有考古发现表明，托尔特克人在当时曾侵入塞瓦尔和佩滕等玛雅低地地区。亦有近年的假说认为，南部低地曾被非玛雅集团入侵，他们可能来自墨西哥湾沿岸的低地。这一入侵始于9世纪，在100年间持续不断，将玛雅古典文明摧毁殆尽。据信，这一入侵活动和墨西哥中部的托尔特克人有关。不过，许多玛雅学家反对把外来入侵作为玛雅文明衰败的主因，他们推断，军事上的失败并不能解释长期而持续的复杂衰败进程。此外，特奥蒂瓦坎文化的影响亦可能以军事入侵的形式体现，不过值得注意的是，玛雅文化和特奥蒂瓦坎文化之间早在前古典时期便已经存在交流互动。
外来入侵的假说并未就人口去向的问题给出答案。学者大卫·韦伯斯特认为由于精英阶层的缺失，人口应当不降反增；而且，为何政府机构没有在混乱之后重建的问题也难以解释。人类学家埃利奥特·M·亚布拉姆斯（Elliot M. Abrams）指出，玛雅城邦的建筑，尤其是科潘城邦的建筑物，并不需要耗费大规模的时间和人力来重建。不过，这一假说获得发展时，当时的考古证据表明的人口较现在要更少。革命、农民起事和社会动荡将会令人口形势发生变动，而这些事件也时常发生在外来入侵之后，但他们自有其进程；如今还没有证据表明发生过导致整个低地区域全面荒废的大规模暴动。

### 贸易体系崩溃说
据推测，玛雅人精密贸易体系的崩溃可能是文明衰败的原因。这很可能与墨西哥中部特奥蒂瓦坎文明的衰败有关。在对中部美洲古典史有更详尽的了解之前，学界大多认为特奥蒂瓦坎文明在700年至750年之间步入衰落，使得“中部美洲高地和墨西哥湾沿岸的经济关系发生彻底重组”。文明间的经贸关系重组，古典玛雅文明便可能随后因而衰落。但在学界对当时的历史进行深入研究后，特奥蒂瓦坎文明的强势影响期被划定在4世纪至5世纪，其在600年至650年间便已走向衰落，最终灭亡。这和先前推断的700年至750年间的时间段并不吻合。特奥蒂瓦坎文明新的衰落时期推论被广泛接受后，关于其与古典玛雅衰落的联系又产生了新的假说，即玛雅文明继续发展并保持了一百多年的繁盛；贸易体系重组后，玛雅文明并非瞬间灭亡，而是经历了6世纪的“沉寂期”。

### 瘟疫说
流行病瘟疫也是古典玛雅衰落的原因假说之一。广泛传播的瘟疫既可以直接令人口锐减，亦能带来缓慢的人口恢复期。这便可以解释古典末期人口迅速减少的现象。玛雅低地属于热带雨林地区，而根据邓恩（Dunn 1968）和希姆金（Shimkin 1973）的研究，通过寄生虫传播的传染病在热带雨林地区十分常见。希姆金指出，玛雅人遭遇的可能是地方性的美洲锥虫病，蛔虫病，或是能够引发急性腹泻的肠胃炎症。而且，亦有专家认为，由于农业发展、人口增长，玛雅城邦很可能陷入“环境侵扰”，令携带病原体的昆虫和寄生虫加速滋生。在上文提到的传染病中，引发急性腹泻的肠胃炎可能是最为致命的，因为这种疾病可发作于儿童，妨害其营养健康，从而阻碍其成长；这会使得他们在今后更容易感染其他疾病，并且更加依赖富糖作物。因此，这一假说足以促成古典期玛雅文明的衰落，至少可以作为其原因之一。

### 干旱说
干旱说认为，这一时期的气候变化造成严重旱灾，导致古典玛雅文明衰败。大量古气候学证据表明，尤卡坦半岛和佩滕盆地曾在终端古典期遭遇长期的旱灾。长期旱灾致使地表水干涸，缺乏植被覆盖的稀薄热带土壤亦会发生侵蚀现象，玛雅城邦的农业继而陷入衰落。
古典玛雅衰落的气候因素假说最早于1931年，由玛雅学家托马斯·甘（Thomas Gann）和J·E·S·汤普森（J. Eric S. Thompson）提出。1995年，大卫·霍德尔（David A. Hodell）、杰森·柯蒂斯（Jason H. Curtis）和马克·布伦纳（Mark Brenner）三位学者所著的古气候记录正式出版，该记录记载了尤卡坦半岛奇钱卡纳布湖地区的气候变化，发现这一地区在9世纪发生了强烈而长期的干旱，这和玛雅古典文明的衰落时间吻合。理查德森·吉尔（Richardson Gill）在其著作《玛雅大旱灾》（The Great Maya Droughts）中收集并分析了一系列和旱情有关的气候、历史、水文、树木年轮、火山、地质和考古研究资料，指出玛雅古典文明的衰落主要由一系列严重旱灾导致。干旱说的确为衰落事件提供了具说服力的解释，因为其他所有因素，如战争、内乱、贸易衰败等，皆可由旱灾导致。
吉尔在《玛雅大旱灾》中写道：

对尤卡坦半岛湖泊沉积岩岩心的研究……为公元800年至1000年持续两百年，过去七千年来最严重的旱灾……恰好发生在玛雅文明崩溃时期的这一旱灾，提供了有力的佐证。

不过，干旱在玛雅文明衰败中起到的作用仍处在争议之中，其中很大一部分原因是古气候学记录仅仅提供定性定义，如“湿润”或是“干旱”的形容词，而缺乏定量数据。这使得气候变化的影响更为模糊，学者很难以此推测气候对于人口和其居住环境的影响。在2012年，有研究试图利用四项古气候学记录为旱灾提供定量数据，学者测量碳酸盐溶洞地层中的氧同位素含量，再将邻近尤卡坦州城市梅里達的现代降雨记录回溯至终端古典期，与前者相比对，得出半定量的历史降水估测值。研究报告指出，降水量在那一时期出现了适度的减少，降至以往年均水平的25%至40%，可能成为玛雅文明衰落的转折点。这一报告在用词上使用了“适度”一词，随后的研究则表明，当时的降水较以往减少了20%至65%。
2018年，《科学》期刊刊载的一项研究提供了迄今为止最为全面的降水减少量估测。尼古拉斯·埃文斯（Nicolas P. Evans）等学者通过测量尤卡坦半岛湖泊中的石膏含有的水同位素含量，来进行相关研究。石膏作为一种水合矿物质，生成在干旱及水平面下降期间。石膏形成时，水分子被直接并入其晶体结构，其中的多种同位素便和当时湖水形成时的情况一致。这种晶体中的“化石水”可供埃文斯等学者分析每个干旱时期的湖水特性。从这些测量值中，研究者发现，在古典玛雅文明崩溃期间，当地的降水量减少了41%至54%，最高时达到70%，相对湿度则相对今日减少了2%至7%。这类定量的气候数据可供学者更合理地预测气候对于玛雅农业状况，如玛雅人主要的粮食作物——玉米产量的影响。
干旱说的反对者常常质疑旱灾的空间分布及其与玛雅城邦衰落的时间关联。考古研究表明，虽然玛雅低地地区的文明在8至10世纪陷入荒废，其他地区却并未受到较大影响，甚至保持繁荣。尤卡坦半岛北部和沿海地区的城邦，如奇琴伊察、乌斯马尔和科巴等地的文明仍然延续。造成这一差异的确切原因仍然不明，但有假设认为，低地地区的地下水位相对更深，从而加剧旱灾的影响；而北部地区和沿海地区的延续可能和贸易路线的覆盖有关。
其他干旱说的反对者，如大卫·韦伯斯特等人称，大部分干旱的气候证据来源于尤卡坦半岛的北部，而非玛雅文明崩溃的发生地——南部的低地。韦伯斯特称，如果原有的水源陷入枯竭，那么受影响的诸城邦应会改用其他水源。韦伯斯特认为，吉尔所谓全体水源集体枯竭、造成文明崩溃的说法是偏执的，但是韦伯斯特并未提出他自己的假说与之抗衡。在韦伯斯特的相关论述出版后，已经开始有更多偏向南部地区的气候记录，能够佐证这一时期出现的大规模旱灾。
人们发现，气候变化越来越成为左右世界文明兴衰的主要因素之一。耶鲁大学的哈维·魏斯（Harvey Weiss）和马萨诸塞大学的雷蒙德·布雷德利（Raymond S. Bradley）曾写道：“如今许多证据表明，气候条件是重复性社会崩溃的主要推动力。”在另一项出版的研究中，魏斯对此感慨道：

在过去五年内，提供给考古学家、气候学家和历史学家的新工具，将我们带入了一个关于全球和半球气候变化及其文化影响研究的新时代。全新世的气候在从前被认为是静止的，现在却表现出令人惊讶的动态，这影响了前工业社会的农业基础。全新世气候变化及其社会经济影响的记录已经变得复杂到无法简单概括。

现如今有多种关于玛雅地区旱灾的因果机制，但学者仍未就此达成共识。相反，具体的情况可能涉及多种不同的因果机制，如太阳变化、热带辐合带的位置变化、热带气旋的频率变化，及森林退化等。

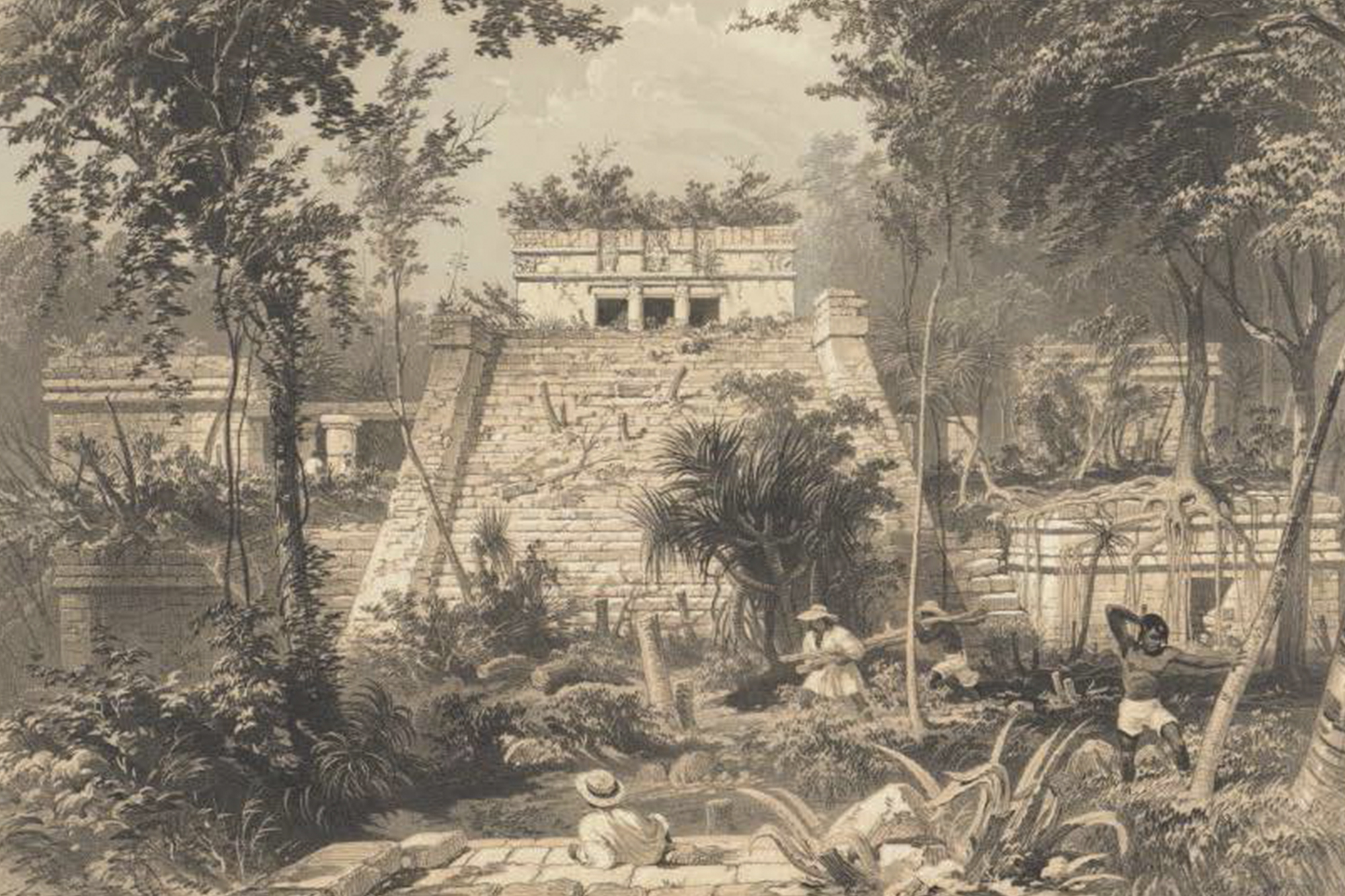
1844年，英国人弗雷德里克·加瑟伍德所绘之图卢姆主神庙。深藏于热带雨林的阴森神庙成为西方人对于玛雅文明的刻板印象，其突然崩溃亦在后世滋生不少基于神秘主义的传说遐想，甚至将玛雅人与外星文明联系在一起。

人们通常认为玛雅人生活在热带雨林中，但从技术上讲，他们生活在季节性的荒漠中，而无法获得稳定的饮用水。这就使得玛雅人的文明成就更为令人赞叹，因为他们更加依赖雨水而非永久水源，且以精密的办法应对了由此带来的环境基本难题。吉尔曾言：“玛雅人通过建立完全依赖持续降雨的储水和管理系统，成功地在季节性荒漠中创造了文明。”也正因此，对于雨水的依赖使得玛雅人长期挣扎在威胁生存的红线上。韦伯斯特写道：“鉴于这种干湿条件的脆弱平衡，当地的降水量哪怕稍有变动，也会造成严重的后果。”在古代中部美洲，水与文明休戚相关。考古学家、前工业时代土地与水资源利用专家弗农·斯卡伯勒（Vernon Scarborough）认为，水资源的获取和管理对于玛雅文明的兴衰至关重要。

### 系统性生态崩溃模型
一些偏向生态学范畴的假说强调，玛雅文明所处的生态环境在古典期晚期陷入恶化。早期的共识认为，玛雅文明的农业依赖于简易的刀耕火种方式。这一方式会严重危害土壤，不利于长时期的农业生产。基于这一共识，奥雷托·F·库克（Orator F. Cook）在1921年发表地力枯竭假说。除刀耕火种之外，侵蚀作用、集约农业和草类植物的竞争亦会导致地力的衰竭。
近年的研究发现，玛雅人亦发展有数种复杂的集约农业耕作方式，这也可以支持古典期玛雅城邦密集的人口。如今，现代考古学家已经理解其中的数种精密耕作方式，但亦有另外数种方式未能得到重构。所有中部美洲文明都开发并利用着这些复杂的耕作方式，以此增加其粮食产量、积累技术优势。已经被重构的复杂农业生产方式包括沟渠开凿、梯田开垦、田地上抬、土脊挤压、建造奇南帕水田、人类粪便施肥、沼泽开垦、堤坝建设、灌溉建设、储水系统建设、水力利用，及利用沼泽湿土创造沃地等。而系统性的生态崩溃则要归因于滥砍滥伐，水系淤积以及生物多樣性缺失。
中部美洲文明除征服山地高原外，亦成功地开发了生存问题重重的热带雨林地区，并在此定居长达1,500年。玛雅人使用的农业技术严重依赖充足的水供应，这便为干旱说提供了佐证。玛雅人所居住的地域对于大部分民族来说，都是难以生存的地区；在这样严苛的环境下生存近两千年是令人惊叹的成就。

### 其他假说
人类学家约瑟夫·泰因特（Joseph Tainter）在其1988年的著作《复杂社会的崩溃》（The Collapse of Complex Societies）中指出，除上述部分假说外，玛雅城邦的复杂社会在其发展期间，“边际收益”减少，亦促成文明崩溃。
心理学家朱利安·杰恩斯（Julian Jaynes）指出，玛雅古典文明的崩溃要归因于玛雅城邦社会控制系统的失灵，即宗教和政治权威体系的崩塌。这是由于文明发展，社会经济日渐复杂，原有的传统宗教力量和君主的强制力难以维持。

## 后续
在经历古典期衰落后，玛雅文明并未就此陷入灭亡，其人口大多向北迁移至尤卡坦半岛北部，玛雅文明的重心也随而北移。北移后以尤卡坦半岛为中心的玛雅文明虽重现繁荣局面，但其建筑与艺术风格却发生较大变化，镌刻纪念碑文的习惯也更为少见，这可能与古典时期玛雅的阶层变动有关——部分关于艺术和文化的知识局限于精英阶层内部，这些知识、技术和艺术风格随着人口迁移而出现流失。经此衰落事件后，玛雅文明步入“后古典期”，尤卡坦半岛的城邦奇琴伊察曾短暂统一玛雅地区、建立霸权，玛雅潘和乌斯马尔等中心城邦步入繁荣；高地地区的基切和卡克奇克尔也是一度兴盛。
至1697年，西班牙人征服最后一个独立的玛雅城邦诺赫佩滕，独立发展的玛雅文明才就此终结。现如今，数百万玛雅人仍然居住在尤卡坦半岛。正因此，部分学者并不认同用“衰落”或是“崩溃”（collapse）形容这一事件，历史学家E·W·安德鲁斯四世（E. W. Andrews IV）曾言：“我相信没有发生过这样的事情。”

## 註腳
1. ↑  See Stuart and Stuart (1993, p. 12), McKillop (2006, p. 90, pp. 339–340)
2. 1 2  .   [2019-11-22]. （原始内容存档于2020-08-04）.
3. ↑  Acemoglu, Robinson, Daron, James A. . 2012: 143–149. ISBN 978-1-84668-429-6.
4. ↑  David L. Webster; Nancy Gonlin; Ann Corinne Freter. . Pennsylvania State University: Wadsworth/Thomson Learning. 2007. ISBN 0495158461.
5. ↑  Gill (2000, p. 371)
6. ↑  "Like most things, collapse explanations are subject to fashion, and the one most in the limelight today is climatic change, or more specifically, megadrought." Quote is from Webster (2002, p. 239); see also article by Diamond (2003)
7. ↑  Braswell 2003.
8. ↑  Abrams, Elliot M. . University of Texas. 1994. ISBN 978-0-292-70462-6.
9. ↑  Webster (2002 pp. 221–223)
10. ↑  Webster (2002 pp. 231)
11. ↑  Webster (2002 pp. 231–234)
12. 1 2  Webster (2002 pp. 232)
13. ↑  Anderson and May (1982); R. Anderson (1982); Lycett (1985).
14. ↑  Wright, Lori E. . American Journal of Physical Anthropology. 1997, 102 (2): 233–247. doi:10.1002/(SICI)1096-8644(199702)102:2<233::AID-AJPA6>3.0.CO;2-Z.
15. ↑  Santley, Killion, and Lycett (1986, pp. 140–141)
16. ↑  Coe (1999, pp. 26–27)
17. 1 2  Webster (2002, p. 239)
18. ↑  Gann & Thompson, The History of the Maya, 1931
19. ↑  Hodell, David A.; Curtis, Jason H.; Brenner, Mark. . Nature. 1995, 375 (6530): 391–394. Bibcode:1995Natur.375..391H. doi:10.1038/375391a0.
20. ↑  Gill (2000, passim.)
21. ↑  Webster (2002, p. 99)
22. ↑  Gill (2000, p.276 )
23. 1 2  Medina-Elizalde, Martín; Rohling, Eelco J. . Science. 2012-02-24, 335 (6071): 956–959. Bibcode:2012Sci...335..956M. doi:10.1126/science.1216629.
24. ↑  . Science Daily（英语：Science Daily）. 2012-02-23  [2012-02-25]. （原始内容存档于2018-02-05）.
25. ↑  . BBC News. 2012-02-25  [2012-02-25]. （原始内容存档于2016-02-23）.
26. 1 2 3 4 5  Douglas, Peter M.J.; Demarest, Arthur A.; Brenner, Mark; Canuto, Marcello A. . Annual Review of Earth and Planetary Sciences. 2016-05-02, 44: 613–645. Bibcode:2016AREPS..44..613D. doi:10.1146/annurev-earth-060115-012512.
27. ↑  Evans, Nicholas P.; Bauska, Thomas K.; Gázquez-Sánchez, Fernando; Brenner, Mark; Curtis, Jason H.; Hodell, David A. . Science. 2018-08-03, 361 (6401): 498–501. Bibcode:2018Sci...361..498E. PMID 30072537. doi:10.1126/science.aas9871. hdl:10023/16993.
28. 1 2  . University of Cambridge. 2018-09-02  [2019-01-10]. （原始内容存档于2020-12-08）.
29. ↑  . Eos（英语：Eos (magazine)）. 2018-09-02  [2019-01-10]. （原始内容存档于2020-11-09）.
30. ↑  . Washington Post. 2018-09-02  [2019-01-10]. （原始内容存档于2020-08-04）.
31. ↑  Mann (2006, p. 312)
32. ↑  Webster (2002, pp. 243–245)
33. ↑  See for example papers by deMenocal (2001); Weiss (1997); Weiss and Bradley (2001)
34. ↑  Weiss and Bradley (2001)
35. ↑  Quote is from Weiss (1997).
36. ↑  Hodell, David A.; Brenner, Mark; Curtis, Jason H.; Guilderson, Thomas.  (PDF). Science. 2001-05-18, 292 (5520): 1367–1370  [2019-11-22]. Bibcode:2001Sci...292.1367H. doi:10.1126/science.1057759. （原始内容 (PDF Reprint)存档于2007-08-13）.
37. ↑  Haug, Gerald H.; Günther, Detlef; Peterson, Larry C.; Sigman, Daniel M.; Hughen, Konrad A.; Aeschlimann, Beat. . Science. 2003-03-14, 299 (5613): 1731–1735. Bibcode:2003Sci...299.1731H. PMID 12637744. doi:10.1126/science.1080444.
38. ↑  Gill (2000, p. 382); Webster (2002, p. 239)
39. ↑  Gill (2000, p. 386)
40. ↑  As reported in McKillop (2006, p. 89)
41. ↑  See synopsis in Dunning et al.(2002)
42. ↑  Demarest (2004, pp. 130–147); Sabloff (1994, pp. 81–84, 139–140)
43. ↑  Sabloff (1994, p. 171), citing Rice and Rice (1984)
44. ↑  Demarest (2004, p. 129)
45. ↑  Tainter (1988, pp. 152–177)
46. ↑  Jaynes, Julian. . Houghton Mifflin. 2000: 197 [1976]. ISBN 978-0-618-05707-8.
47. ↑  Lorenzo Ochoa; Patricia Martel(dir.). . UNAM. 2002: 170. ISBN 978-9703200894 （西班牙语）. El "Pueblo Maya" lo constituyen actualmente algo menos de 6 millones de hablantes de 25 idiomas
48. ↑  Aimers, James J. "What Maya Collapse? Terminal Classic Variation in the Maya Lowlands." J Archaeol Res (2007) 15:329–377
49. ↑  Andrews IV, E. W. (1973). The development of Maya civilization after the abandonment of the southern cities. In Culbert, T. P. (ed.), The Classic Maya Collapse, University of New Mexico Press, Albuquerque, pp. 243–265